# Ositos Cariñositos: Libera la magia
Ositos Cariñositos: Libera la magia (Care Bears: Unlock the Magic en inglés) es una serie de televisión de dibujos animados estadounidense producido por Cloudco Entertainment para Boomerang. La serie basa en la franquicia de juguetes Care Bears, y es la sexta serie, después de Care Bears & Cousins, que se basará en la franquicia.
La serie se lanzó por primera vez en el servicio de transmisión Boomerang el 28 de enero de 2019 en los Estados Unidos. En Latinoamérica, la serie se lanzó en la aplicación Noggin el 1 de abril de 2020. Más tarde, se transmitió por televisión en Nickelodeon y Nick Jr. el 6 de julio de 2020.

## Sinopsis
Ositos Cariñositos: Libera la magia sigue las aventuras de los buenos amigos Suerteosito, Divertosito, Alegrosita, Gruñosito y Generosita, mientras se embarcan de su vida en Quiéreme Mucho en una nueva aventura a través de Halo de Plata, un extraño mundo vecino por los Whiffles, que son un grupo de criaturas inocentemente felices que plantan semillas para mantener la tierra mágica de Quiéreme Mucho y el vecino Halo de Plata en crecimiento. Los Ositos Cariñositos se esparcieron por el cuidado y el intercambio a lo largo de la tierra a medida que aprenden a confiar en su amistad, coraje y usar un poco de su poder de insignia del vientre.
Sin embargo, el némesis impulsado por el ego de Ositos Cariñositos, Bluster y los Malos, intentan evitar que tengan éxito en su misión, ya que su objetivo es convertir Halo de Plata en Blusterlandia. Los Ositos Cariñositos también recuperan ayuda a través de la Torre cariñosa de sus amigos Sueñosito, Tiernosito y Deseosita. Dibble el whiffle acompaña a los Ositos Cariñositos en el camino.
Los Ositos Cariñositos son enviados a la carretera por primera vez en esta serie, ya que exploran áreas maravillosas y nunca antes vistas que rodean a Quiéreme Mucho llamado Halo de Plata. Debido a esto, se encuentran con nuevas criaturas y emplean sus poderes y su ingenio.

## Personajes

### Principales
- Alegrosita (Cheer bear) es de color rosa, se interesa en la alegria
- Gruñosito (Grumpy bear) es de color azul, interesado en las rebeldías y la agresión.
- Divertosito (Funshine bear)es de color amarillo, amante de la diversion.
- Generosita (Share bear) es de color morada, es  tiene descendencia francesa y se interesa por las generaciones.
- Suerteosito (Good lucky bear) es de color verde, amante de las buenas suerte.

### Villanos
Los Malos (The Bad Crowd en inglés)
- Bluster
- Rob (Robbie en inglés)
- Malcom

### Secundarios
- Tiernosito (Tenderheart Bear) es de color naranja, amante de las ternuras con los demás
- Deseosita (Wish Bear) es de color aguamarina, amante de los deseos.
- Sueñosito (Bedtime Bear) es de color turquesa, amante en los sueños y relajos de religiones árabes.
- Los Whiffles

## Reparto
Esta serie solo se dobló para Latinoamérica: esta es la segunda serie transmitida en Nick Jr. en mucho tiempo, que no muestran los créditos de doblaje brasileño, debido a que Nick no produce el doblaje brasileño ni transmite la serie allá, después de Alvin y las ardillas (serie de televisión de 2015). Además son mostrados los créditos de doblaje latinoamericano.
| Personaje   | Actor original     | Actor de doblaje                            |
| ----------- | ------------------ | ------------------------------------------- |
| Alegrosita  | Alex Hall          | Navid Cabrera                               |
| Gruñosito   | Nick Shakoour      | Nicolás Daza                                |
| Divertosito | Justin Michael     | Walter Claro                                |
| Suerteosito | Patrick Pedraza    | Ángel Mujica                                |
| Generosita  | Brenna Larsen      | Lileana Chacón                              |
| Dibble      | Brenna Larsen      | Lileana Chacón                              |
| Deseosita   | Valarie Rae Miller | Gabriela Belén                              |
| Sueñosito   | Harry Chaskin      | Wilker Cuevas                               |
| Tiernosito  | Nick Shakoour      | Walter Albornoz                             |
| Bluster     | Jason LaShea       | Kevin García                                |
| Rob         | Alex Hall          | Jesús Valecillos                            |
| Armoniosita | TBA                | Yojeved Meyer                               |
| Whiffles    | ¿Brenna Larsen?    | Navid Cabrera Lileana Chacón America Caigua |
| Plunk       | Harry Chaskin      | Kevin Adrián                                |
| Insertos    | N/A                | Lileana Chacón                              |

### Voces adicionales
- Jorge Bringas - Mack.
- Kevin Genova - Computadora / Mossy.
- Sheely Costa.
- America Caigua - Reina.
- Douglas Mendoza - Yoorg.
- José Manuel Dos Santos - Conejo de Pascua.
- Mariangny Álvarez - Crusher.
- Yulika Krausz - Rocksana.
- Daniel Contreras - Rocky.

### Canciones
- Tema de apertura
  - Interpretado por: Luisana Petitt y Kevin Adrián
  - Coros: Luisana Petitt y Kevin Adrián

## Episodios
| Temporada | Temporada        | Episodios | Estados Unidos      | Estados Unidos         | Latinoamérica                                    | Latinoamérica        |
| Temporada | Temporada        | Episodios | Comienzo            | Final                  | Comienzo                                         | Final                |
| --------- | ---------------- | --------- | ------------------- | ---------------------- | ------------------------------------------------ | -------------------- |
|           | 1                | 52        | 28 de enero de 2019 | 1 de diciembre de 2020 | 6 de julio de 2020Preestreno: 1 de abril de 2020 | —                    |
|           | Cortos           | 20        | 12 de enero de 2019 | 22 de mayo de 2019     | 1 de mayo de 2019                                | 14 de agosto de 2019 |
|           | Unlock the Music | 49        | 30 de junio de 2020 | 19 de abril de 2022    | —                                                | —                    |